# 护输
护输（？—743年），又作护翰，唐代回纥贵族，药罗葛（Yarlaqar）氏，回纥首领承宗的族子，一说即玉伦的斤（的斤即特勤）。
护输担任瀚海都督府司马。唐玄宗开元十五年（727年），河西节度使、凉州都督王君㚟诬告承宗谋反，承宗被判罪流放瀼州（治所临江县，今广西上思县西南）。护输不服，率回纥、契苾、思结、浑四部反。当时吐蕃遣使间道通突厥，王君㚟率骑兵往肃州掩袭，回到至甘州南巩驿。护输率伏兵发，围困半日，尽歼其军，王君㚟被杀。驮其尸将奔吐蕃，追兵前来，于是亡奔突厥。唐将郭知运等追之不及，护输逃奔漠北后突厥汗国属下的回纥本部。梗阻安西各国贡唐通道，建牙帐于乌德鞬山、嗢昆之野。天宝二年（743）去世。其子即回纥的第一代可汗怀仁可汗骨力裴罗。